# Millefleurs

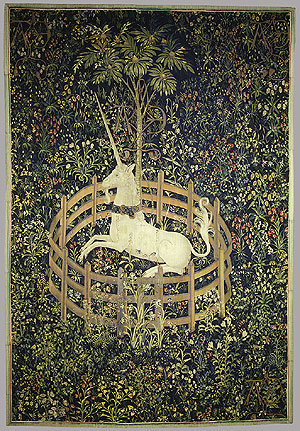
«De eenhoorn in gevangenschap», uit de tapijtenreeks De jacht op de eenhoorn in millefleurs stijl.

Millefleurs betekent letterlijk "duizend bloemen" in het Frans en verwijst naar een achtergrond gemaakt van vele kleine bloemen en planten. Het was een bijzonder populair motief in wandtapijten en andere toegepaste kunsten en ambachten in de Middeleeuwen in Europa.  De term wordt ook gebruikt voor Oosterse tapijten met een soortgelijk ontwerp, oorspronkelijk gemaakt in Perzië maar later geproduceerd in grote delen van het Midden-Oosten en India gedurende de periode van de grootmogols en de middeleeuwse Europese stijl is mogelijk beïnvloed door deze oosterse miniaturen of tapijten.
De millefleurs stijl genoot de grootste populariteit in Franse en Vlaamse wandtapijten uit de late 15e en vroege 16e eeuw.  De bekendste voorbeelden zijn de De dame en de eenhoorn en De jacht op de eenhoorn. 
De millefleurs stijl wijzigde zich doorheen de tijd. De kleine bloemenclusters van de vijftiende eeuw groeiden uit tot grote takken tijdens de Renaissance. De stijl kende een belangrijke vernieuwing toen Keizer Karel V omstreeks 1540 een aantal tapijten met wapens bestelde bij het atelier van de Brusselse tapijtwever Willem de Pannemaker.  Deze tapijten zijn nu verspreid tussen het Kunsthistorisches Museum in Wenen en het Rijksmuseum in Amsterdam.